# Károlyi Mihály-kormány
A Károlyi Mihály-kormány 1918. október 31-én, az őszirózsás forradalom délutánján került hatalomra Károlyi Mihály vezetésével. Miután az utcai gyújtóbeszédektől – amelyekben Károlyiék minden baj okozójaként a régi rendszer vezetőit és a „felesleges” háborút nevezték meg[forrás?] – feltüzelt, a Magyar Nemzeti Tanácsra felesküdött katonai egységek elfoglalták Budapest középületeit (délután 5 óra körül egy fanatikus csoport meggyilkolta Tisza István volt miniszterelnököt), az uralkodó nevében József főherceg Károlyit nevezte ki miniszterelnökké. Károlyi november elején felmentést kért és kapott az uralkodónak tett eskü alól, kormánya pedig „népkormányként” a Nemzeti Tanácsra esküdött fel. IV. Károly király novemberi lemondását követően az ideiglenes törvényhozói hatalmat gyakorló, addigra több száz fősre bővült Magyar Nemzeti Tanács november 16-án kikiáltotta a köztársaságot („népköztársaságot”), majd 1919. január 11-én Károlyit ideiglenes köztársasági elnökké választotta és felhatalmazta a „néptörvények” elfogadásának jogával. A miniszterelnökséget Berinkey Dénes vette át a Berinkey-kormány megalakulásáig (január 19.)

## Belpolitika
A Károlyi- illetve Berinkey-kormányok által beterjesztett és a Nemzeti Tanács által elfogadott több mint negyven néptörvény és csaknem négyszáz rendelet közül az új választójogi törvény alapján minden bármelyik hazai nyelven írni-olvasni tudó 21 éven felüli férfi és 24 éven felüli nő szavazati jogot kapott. Az új törvény alapján tartandó általános választásokat 1919 áprilisára tűzték ki.
Törvénybe iktatták a sajtó-, az egyesülési és gyülekezési szabadságot. A háború következtében az összeomlás szélére sodródott gazdaság, a tömegessé vált nyomor és infláció körülményei között vezették be a szociális reformokat: a munkanélküli-segélyt, az adóhátralék elengedését, a 14 éven aluli gyermekek foglalkoztatásának betiltását, emelték a béreket, a leszerelt katonáknak jelképes végkielégítést adtak, tervezték a nyolc órás munkanap bevezetését és a társadalombiztosítás kiterjesztését.
1919. február 15-én a nagybirtokosok, a katolikus egyház és a szociáldemokraták különböző javaslatait ütköztető heves viták után fogadták el a kisgazdapárti Nagyatádi Szabó István által előkészített földtörvényt, amely az 500 holdnál nagyobb magán- és a 200 holdnál nagyobb egyházi birtokok kártalanítás ellenében való kisajátítását és egy-egy család eltartására alkalmas kis- és középbirtokokra való felosztását mondta ki. A parcellázást azonban csak Károlyi maga kezdte meg kápolnai birtokán 1919. február 23-án.
A demokratikus berendezkedés mellett a Károlyi-rendszer kormányai törekedtek a belső rend megszilárdítására is, de az önkényes földosztások, parasztlázadások, fosztogatások közepette sem hirdettek statáriumot. 1919 februárjában a kormány rendőri erővel lépett fel két, nemrégiben megalakult szélsőséges szervezettel szemben: feloszlatta a diktatórikus jobboldali kormányzatot és a történelmi határok fegyveres védelmét követelő, Gömbös Gyula vezette Magyar Országos Véderő Egyesületet (MOVE), a Kommunisták Magyarországi Pártjának harminckét vezetőjét, köztük Kun Bélát pedig az 1919. február 20-i munkanélküli-tüntetés után, amely lövöldözéssel végződött, vizsgálati fogságba záratta.

## Nemzetiségi és katonapolitika
A Monarchia háborús vereségének és összeomlásának következményeivel Károlyi új, polgári demokratikus kormánya az antantbarátság és a nemzetiségek egyenjogúsításának régóta hirdetett politikája alapján igyekezett szembenézni. A Magyarországtól elszakadni kívánó nemzetiségek azonban a Jászi Oszkár nemzetiségügyi miniszter által felajánlott föderalizációt – a „Keleti Svájc” koncepcióját – visszautasították, a győztes antanthatalmak szövetségeseiként pedig a szerb, a román illetve a cseh-szlovák haderő, a „kisantant” a belgrádi katonai konvenciót felrúgva elfoglalta a Délvidéket, Erdélyt, illetve a Felvidéket.

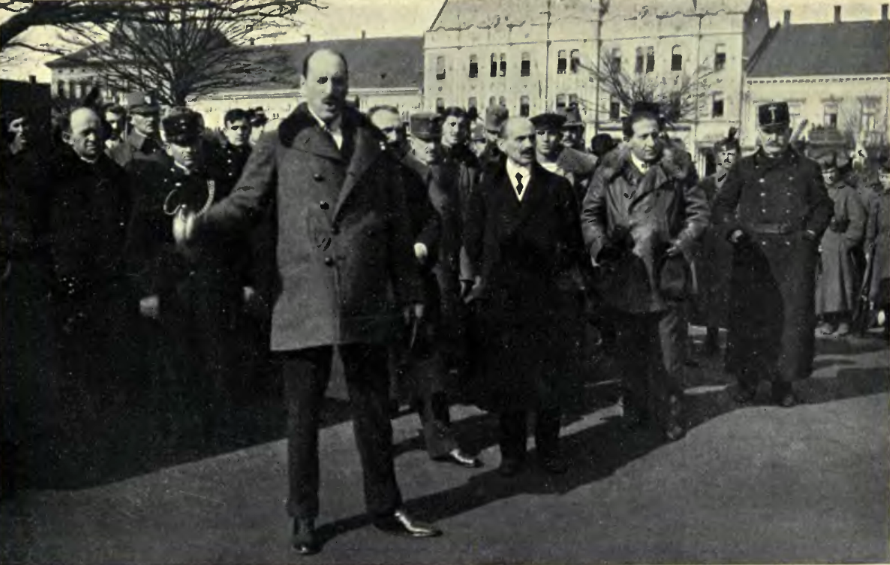
Károlyi nyilvános beszéd közben

A közös hadseregben, melynek tisztikara nagyrészt Károlyi-ellenes volt, eredetileg is csak a magyarországi kiegészítésű ezredek negyedében volt 75%-osnál magasabb a magyar katonák aránya, így nem is lett volna alkalmas a határok védelmére más nemzetiségekkel szemben. A hadügyminisztérium november 8-án kiadott leszerelési rendelete ezért egyúttal az új magyar hadsereg felállításáról is szólt. Linder Béla – aki a Károlyi-kormány első hadügyminisztereként még a közös hadsereg leszerelését siettetve hangoztatta elhíresült kijelentését: „Nem kell hadsereg többé! Soha többé katonát nem akarok látni!” –, majd harmadik utóda, Böhm Vilmos, valamint Stromfeld Aurél hadügyi államtitkár meg is kezdték a hadsereg újjászervezését, és elrendelték a toborzásokat is, de ez lassan és akadozva haladt. A magyar egységeknek december végén francia megfigyelők szerint katonai szempontból „semmilyen értékük” nem volt.
Azért, hogy a katonákat maga mellé állítsa, a  Károlyi-kormány a legénység zsoldját napi 4 koronára emelte fel. A tisztek fizetését századosig bezárólag 100%-kal, a törzstisztekét pedig 75%-kal emelték fel.
Károlyi – pacifista és wilsonista politikája jegyében – attól tartott, hogy a katonai ellenállás rontaná Magyarország esélyeit a háborút lezáró békekonferencián: a konvenció megsértése miatt ismételten tiltakozott, de az antant jóindulatában és az etnikai határok Thomas Woodrow Wilson amerikai elnök által meghirdetett elvében bízva, illetve használható és lojális hadsereg hiányában a határok fegyveres védelmére nem adott utasítást. Ezt a politikát Kolozsvár 1918. december 24-i román megszállása után kezdte felülbírálni, s az új hadsereg felállításának koncepciójáról szóló minisztertanácsi vitában februárban már azt mondta: „Ha a jog és az igazság alapján nem tudjuk, fegyverrel a kezünkben készen akarunk állni arra, hogy létfeltételeinket visszaszerezzük.” 1919. március 2-án Szatmáron a székely alakulatoknak pedig kijelentette: „Mi végszükség esetében még fegyverrel is felszabadítjuk ezt az országot. […] Ha olyan békét akarnak velünk aláíratni, amely Magyarország feldarabolását jelenti, akkor […] én ezt a békét nem fogom aláírni.”

## A kormány tagjai
| Név | hivatal kezdete                   | hivatal vége                      | párt                                  | megjegyzés |
| Miniszterelnök és külügyminiszter                                                                                                | Miniszterelnök és külügyminiszter | Miniszterelnök és külügyminiszter | Miniszterelnök és külügyminiszter     | Miniszterelnök és külügyminiszter |
| --- | --------------------------------- | --------------------------------- | ------------------------------------- | --- |
| Károlyi Mihály | 1918. október 31.                 | 1919. január 11.                  | Függetlenségi és 48-as (Károlyi) Párt | Károlyi január 11-én ideiglenes köztársasági elnök lett, onnantól 19-éig Berinkey Dénes helyettesítette saját kormánya megalakításáig |
| Belügyminiszter |                                   |                                   |                                       | |
| Batthyány Tivadar | 1918. október 31.                 | 1918. december 12.                | Függetlenségi és 48-as (Károlyi) Párt | |
| Nagy Vince | 1918. december 12.                | 1919. január 19.                  | Függetlenségi és 48-as (Károlyi) Párt | |
| Pénzügyminiszter |                                   |                                   |                                       | |
| Károlyi Mihály | 1918. október 31.                 | 1918. november 25.                | Függetlenségi és 48-as (Károlyi) Párt | miniszterelnökként, ideiglenesen |
| Szende Pál | 1918. november 25.                | 1919. január 19.                  | Polgári Radikális Párt                | |
| Igazságügy-miniszter |                                   |                                   |                                       | |
| Berinkey Dénes | 1918. október 31.                 | 1919. január 19.                  | Polgári Radikális Párt                | január 11-19. között megbízott miniszterelnök is                                                                                      |
| Honvédelmi miniszter |                                   |                                   |                                       | |
| Linder Béla | 1918. október 31.                 | 1918. november 9.                 | pártonkívüli                          | |
| Bartha Albert | 1918. november 9.                 | 1918. december 12.                | pártonkívüli                          | |
| Károlyi Mihály | 1918. december 12.                | 1918. december 29.                | Függetlenségi és 48-as (Károlyi) Párt | miniszterelnökként, ideiglenesen (a minisztériumot valójában Böhm Vilmos vezette)                                                     |
| Böhm Vilmos | 1918. december 12.                | 1918. december 29.                | Szociáldemokrata Párt                 | a hadügyminisztérium ideiglenes vezetésével megbízott miniszterelnök helyettese, hadügyi államtitkár                                  |
| Festetics Sándor | 1918. december 29.                | 1919. január 19.                  | pártonkívüli (?)                      | |
| Vallás- és közoktatásügyi miniszter                                                                                              |                                   |                                   |                                       | |
| Lovászy Márton | 1918. október 31.                 | 1918. december 22.                | Függetlenségi és 48-as (Károlyi) Párt | |
| Juhász Nagy Sándor | 1918. december 22.                | 1919. január 19.                  | Függetlenségi és 48-as (Károlyi) Párt | államtitkárként, ideiglenesen |
| Földművelésügyi miniszter |                                   |                                   |                                       | |
| Buza Barna | 1918. október 31.                 | 1919. január 19.                  | Függetlenségi és 48-as (Károlyi) Párt | |
| Kereskedelemügyi miniszter |                                   |                                   |                                       | |
| Garami Ernő | 1918. október 31.                 | 1919. január 19.                  | Szociáldemokrata Párt                 | |
| Tárca nélküli (nemzetiségi) miniszter                                                                                            |                                   |                                   |                                       | |
| Jászi Oszkár | 1918. október 31.                 | 1919. január 19.                  | Polgári Radikális Párt                | |
| Tárca nélküli (népjóléti és munkaügyi) miniszter (1918. december 12-ig) Munkaügyi és népjóléti miniszter (1918. december 12-től) |                                   |                                   |                                       | |
| Kunfi Zsigmond | 1918. október 31.                 | 1919. január 19.                  | Szociáldemokrata Párt                 | |
| Tárca nélküli (közélelmezési) miniszter                                                                                          |                                   |                                   |                                       | |
| Nagy Ferenc | 1918. október 31.                 | 1919. január 19.                  | Polgári Radikális Párt                | |
| Ruszka-krajnai miniszter |                                   |                                   |                                       | |
| Szabó Oreszt | 1918. december 29.                | 1919. január 19.                  | Szociáldemokrata Párt (?)             | ruszin politikus, december 1-29 között a magyarországi ruszinokhoz delegált kormánybiztos, utána ~ miniszter                          |
| Tárca nélküli (az antanttal folytatott tárgyalások vezetésével megbízott) miniszter                                              |                                   |                                   |                                       | |
| Linder Béla | 1918. november 9.                 | 1918. december 12.                | pártonkívüli                          | |